# Дуглас, Изабелла, графиня Мар
Изабелла Дуглас (англ. Isabel Douglas, Countess of Mar; ок. 1360—1408) — графиня Мара (1393—1408), единственная дочь Уильяма Дугласа, 1-го графа Дугласа (ок. 1327—1384) и Маргарет, графини Мара (ум. ок. 1393).

## Биография
Изабелла (Изабель) была сестрой знаменитого Джеймса Дугласа, 2-го графа Дугласа (ок. 1358—1388), который погиб в битве при Оттерберне, одержав победу над англичанами. Он умер, не оставив законного потомства (два внебрачных сына). После смерти Джеймса Дугласа графство Мар унаследовала его сестра Изабелла Дуглас, а графство Дуглас перешло во владение Арчибальда «Свирепого» Дугласа. После вступления во владение графством Мар Изабелла стала одной из наиболее востребованных невест Шотландии. Её первым мужем стал сэр Малькольм Драммонд, шурин короля Шотландии Роберта III Стюарта. Их брак был бездетным.
Резиденцией Изабеллы Дуглас был замок Килдрамми. Сэр Малькольм Драммонд был одним из близких советников короля Роберта. В 1402 году, когда сэр Малькольм Драммонд находился в одном из своих замков, он был внезапно осажден Александром Стюартом (1375—1434), внебрачным сыном Александра Стюарта, графа Бьюкена. Александр Стюарт осадил и взял замок, а Малькольм Драммонд был взят в плен и заключен в темницу, где вскоре был убит. Из-за того, что шотландский король Роберт III в то время был болен и немощен, а реальная власть находилась в руках его младшего брата, Роберта, герцога Олбани, Изабелла Дуглас не получила никакой поддержки от центральной власти. Летом 1404 года Александр Стюарт с войском захватил замок Килдрамми. Изабелла Дуглас, графиня Мара, была взята в плен. Вскоре она подписала документ, в котором обязывалась выйти замуж за Александра Стюарта и передать ему все свои владения, включая графство Мар и лордство Гариох. Роберт Стюарт, герцог Олбани и регент Шотландии, был дядей Александра Стюарта, пленившего Изабеллу. Поскольку родство с королевской семьей и дружба с герцогом Олбани спасла Александра Стюарта от любого фактического наказания, Изабелла Дуглас была вынуждена выйти замуж за человека, который убил её мужа и прожила последние четыре года своей жизни в качестве пленницы.
В 1408 году Изабелла Дуглас скончалась, не оставив детей в браке. После смерти Александра Стюарта, графа Мара, в 1435 году графство Мар было возвращено в состав коронного домена и позднее было передано Джону Эрскину, 1-му графу Мара.